# Ilona Uhlíková
Ilona Uhlíková  z domu Voštová (ur. 9 kwietnia 1954 w Stod) – czeska tenisistka stołowa reprezentująca Czechosłowację, dwukrotna medalistka mistrzostw świata, dwukrotna mistrzyni Europy. 
W mistrzostwach świata dwukrotnie zajęła 3. miejsce przegrywając w półfinale gry pojedynczej w Nagoi (1971) i podwójnej (w parze z Jitką Karlikovą) dwa lata wcześniej w Monachium. Trzykrotnie zajmowała czwarte miejsce startując w turnieju drużynowym.
W mistrzostwach Europy dziesięciokrotnie zdobywała medale. Była mistrzynią Starego Kontynentu w grze pojedynczej w 1968 w Lyonie i w grze mieszanej w 1980 w Bernie grając w parze z Milanem Orlowskim.
Dwukrotna mistrzyni Europy juniorów w grze pojedynczej (1970, 1971).